# Hemipterodes subrotundata
Hemipterodes subrotundata là một loài bướm đêm trong họ Geometridae.